# Lavaré
Lavaré är en kommun i departementet Sarthe i regionen Pays de la Loire i nordvästra Frankrike. Kommunen ligger i kantonen Vibraye som tillhör arrondissementet Mamers. År 2022 hade Lavaré 817 invånare.

## Befolkningsutveckling
Antalet invånare i kommunen Lavaré
| Referens: INSEE |